# Hepatopankreas

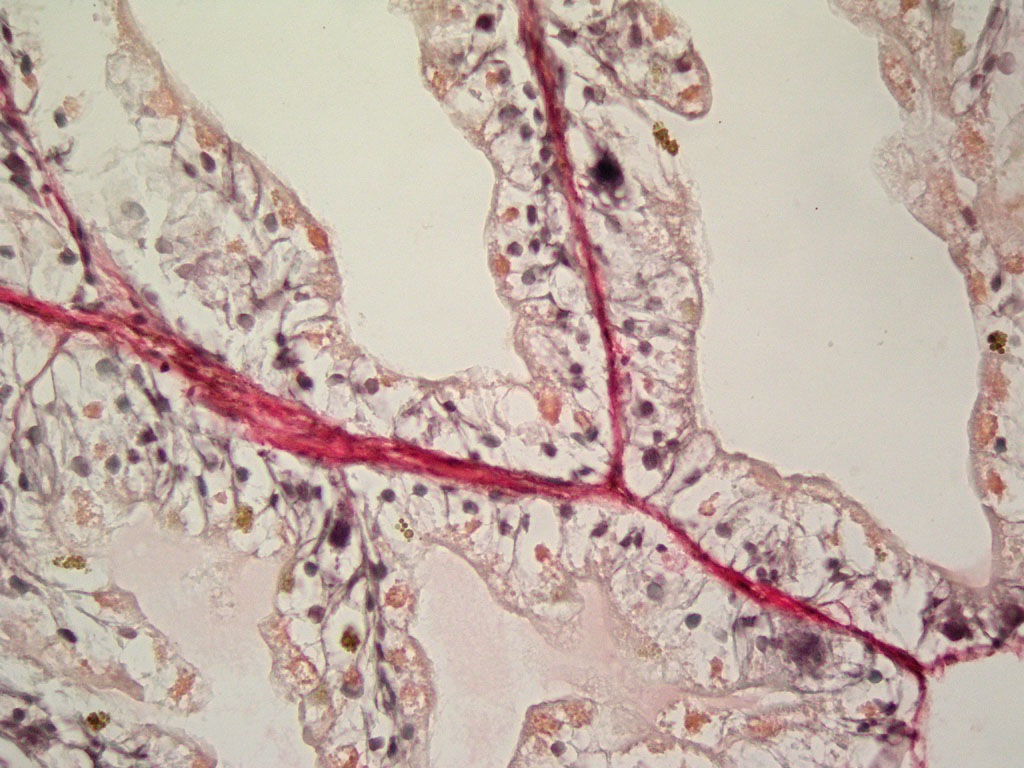
Histologický řez hepatopankreatem slimáčka hladkého (Deroceras laeve)

Hepatopankreas, též slinivkojaterní žláza, je funkčním analogem jater u měkkýšů, desetinožců a pavoukovců. O hepatopankreatu se může mluvit také v souvislosti s dravými rybami, u kterých dochází ke značnému splynutí jaterní a slinivkové tkáně.
Funkce: Metabolismus, ukládání potravy, chemické trávení (tráv. šťávy)